# ハマースタン

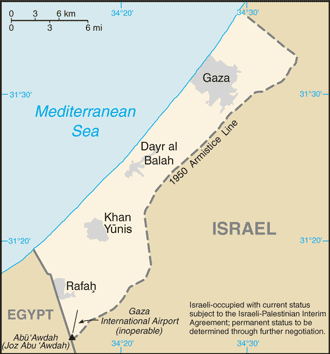
ガザ地区の地図

ハマースタンは、パレスチナの政治・軍事組織であるハマース支配下のガザ地区を揶揄する言葉。ハマース国とも訳されるほか、ハマスタンとも音写される。
ハマースタンという言葉は、ハマースがガザ地区の実効支配を開始した2007年以降に一部ジャーナリストにおいて用いられるようになった。また、この言葉はハマースの幹部やイスラエルの首相など政治家によっても用いられている。

## 語義
ハマースタンは、パレスチナの政治・軍事組織である「ハマース」(Hamas) と、土地を意味する「スタン」(-stan) を掛け合わせた言葉である。

## 使用
ハマースタンという言葉は、ハマースがガザ政府を樹立し、ガザ地区の実効支配を開始した2007年以降にジャーナリズムにおいて用いられるようになった。ハマースタンという言葉は、ファタハが統治するヨルダン川西岸地区を指す「ファタハランド」と合わせて、パレスチナにおけるファタハとハマースの党派的対立と地理的分裂を揶揄する言葉として用いられた。

### パレスチナ側による使用

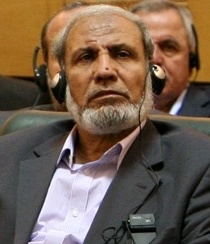
マフムード・ザハル（2011年）

ハマースの幹部であるマフムード・ザハルは、Newsweekにおけるインタビューで、イスラエルのガザ地区等撤退によってガザ地区がハマースタンになってしまうというイスラエル側からの懸念について尋ねられた際に、ガザ地区はハマースタンであるべきであり、ハマースは自分たちの土地を守っていると発言した。

### イスラエル側による使用
イスラエルにおいては、ハマースタンという言葉はハマース支配下のガザ地区を指して一部の政治家によって用いられている。2015年にはリクードの党首でイスラエル首相のベンヤミン・ネタニヤフは同年に行われた総選挙の選挙演説で、野党に投票すると新たなハマースタンが誕生すると発言した。
2023年パレスチナ・イスラエル戦争が始まり、イスラエルとハマースとの間で戦闘が激化するなか、ネタニヤフ首相は、2024年5月にガザ地区の戦後計画にあたり「ハマスタンをファタハスタンに換える用意はない」と発言した。